# Racing Bulls VCARB 02
El Racing Bulls VCARB 02 es un monoplaza de Fórmula 1 diseñado por Racing Bulls para competir en la temporada 2025. Fue manejado inicialmente por el japonés Yuki Tsunoda y el francés Isack Hadjar, quien hace su debut absoluto en la categoría. Tras dos carreras, Tsunoda fue ascendido a Red Bull en sustitución de Liam Lawson, quien vuelve al equipo filial tras un bajo rendimiento en el equipo principal.
La decoración del VCARB 02 fue presentada en Londres, el 18 de febrero. El monoplaza tuvo sus primeros kilómetros el día posterior en el Autodromo Enzo e Dino Ferrari, con Tsunoda a los mandos. Este monoplaza, junto con el equipo principal, el RB21, es el último propulsado con unidades de potencia Honda bajo el sello RBPT, ya que a partir de la temporada 2026 el equipo usará motores Red Bull Ford Powertrains.

## Resultados

### Fórmula 1
(Clave) (negrita indica pole position) (cursiva indica vuelta rápida)

| Año   | Motor                   | Neu. | N.º | Pilotos      | 1   | 2   | 3   | 4   | 5   | 6   | 7   | 8   | 9   | 10  | 11  | 12  | 13  | 14  | 15  | 16  | 17  | 18  | 19  | 20  | 21  | 22  | 23  | 24  | Puntos | Pos. |
| ----- | ----------------------- | ---- | --- | ------------ | --- | --- | --- | --- | --- | --- | --- | --- | --- | --- | --- | --- | --- | --- | --- | --- | --- | --- | --- | --- | --- | --- | --- | --- | ------ | ---- |
| 2025* | Honda RBPTH002 V6 Turbo | P    |     |              | AUS | CHN | JPN | BHR | ARA | MIA | EMI | MON | ESP | CAN | AUT | GBR | BEL | HUN | NED | ITA | AZE | SIN | USA | MEX | SÃO | LVG | QAT | ABU | 45     | 8.º  |
| 2025* | Honda RBPTH002 V6 Turbo | P    | 6   | Isack Hadjar | DNS | 11  | 8   | 13  | 10  | 11  | 9   | 6   | 7   | 16  | 12  | Ret | 208 | 11  |     |     |     |     |     |     |     |     |     |     | 45     | 8.º  |
| 2025* | Honda RBPTH002 V6 Turbo | P    | 22  | Yuki Tsunoda | 12  | 166 |     |     |     |     |     |     |     |     |     |     |     |     |     |     |     |     |     |     |     |     |     |     | 45     | 8.º  |
| 2025* | Honda RBPTH002 V6 Turbo | P    | 30  | Liam Lawson  |     |     | 17  | 16  | 12  | Ret | 14  | 8   | 11  | Ret | 6   | Ret | 8   | 8   |     |     |     |     |     |     |     |     |     |     | 45     | 8.º  |

- * Temporada en progreso.